# 愛住町
愛住町（あいずみちょう）は、東京都新宿区の町名。「丁目」の設定のない単独町名である。住居表示未実施。

## 地理
新宿区南東部に位置する。町域北部は、おおむね靖国通りに接し、これを境に富久町、住吉町に接する。東部は、舟町に接する。南部は、四谷三丁目に接する。西部は四谷四丁目に接する（地名はいずれも新宿区）。地域内の多くは、住宅地となっている。

### 地価
住宅地の地価は、2024年（令和6年）1月1日の公示地価によれば、愛住町7番12の地点で96万6000円/m2となっている。なお、2025年は公表されていない。

## 歴史
江戸時代には武家地および寺地であった。1872年（明治5年）四谷愛住町として成立した。1911年（明治44年）冠称を外し、現在に至る。

## 世帯数と人口
2025年（令和7年）3月1日現在（新宿区発表）の世帯数と人口は以下の通りである。
- 世帯数 : 952世帯
- 人口 : 1,420人

### 人口の変遷
国勢調査による人口の推移。
| 年                 | 人口  |
| ------------------ | ----- |
| 1995年（平成7年）  | 1,131 |
| 2000年（平成12年） | 1,233 |
| 2005年（平成17年） | 1,238 |
| 2010年（平成22年） | 1,288 |
| 2015年（平成27年） | 1,263 |
| 2020年（令和2年）  | 1,443 |

### 世帯数の変遷
国勢調査による世帯数の推移。
| 年                 | 世帯数 |
| ------------------ | ------ |
| 1995年（平成7年）  | 583    |
| 2000年（平成12年） | 702    |
| 2005年（平成17年） | 723    |
| 2010年（平成22年） | 796    |
| 2015年（平成27年） | 787    |
| 2020年（令和2年）  | 947    |

## 学区
区立小・中学校に通う場合、学区は以下の通りとなる（2018年8月時点）。
- 区域 : 全域
  - 小学校 : 新宿区立四谷小学校
  - 中学校 : 新宿区立四谷中学校

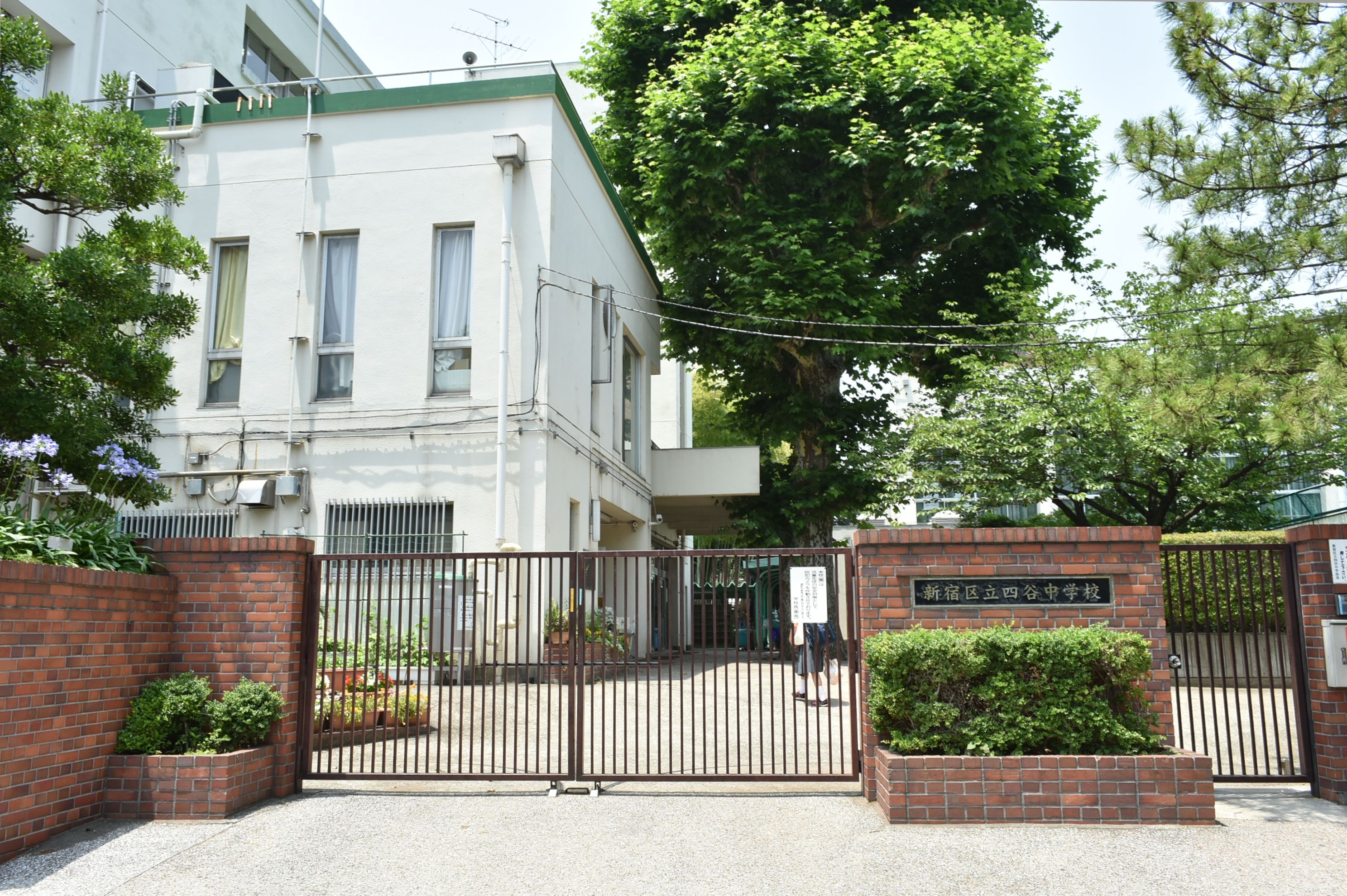
新宿区立四谷中学校（2018年6月26日撮影）

## 交通

### 鉄道
町域内には鉄道駅はないが、東京地下鉄（東京メトロ）丸ノ内線の四谷三丁目駅が利用できる。北部では、東京都交通局（都営地下鉄）新宿線の曙橋駅が利用できる。

### 道路
東京都道302号新宿両国線（靖国通り）が北辺を、東京都道319号環状三号線（外苑東通り）が東南端を通る。

## 事業所
2021年（令和3年）現在の経済センサス調査による事業所数と従業員数は以下の通りである。
- 事業所数 : 117事業所
- 従業員数 : 1,157人

### 事業者数の変遷
経済センサスによる事業所数の推移。
| 年                 | 事業者数 |
| ------------------ | -------- |
| 2016年（平成28年） | 114      |
| 2021年（令和3年）  | 117      |

### 従業員数の変遷
経済センサスによる従業員数の推移。
| 年                 | 従業員数 |
| ------------------ | -------- |
| 2016年（平成28年） | 1,042    |
| 2021年（令和3年）  | 1,157    |

## 施設
- 東京消防庁四谷消防署 - 敷地の北端が町域内にあたる。
- 愛住公園
- 週刊つりニュース本社 -釣り文化資料館が併設される。
- 法雲寺
- 全長寺
- 養国寺
- 浄運寺
- 安禅寺
- 正應寺

## その他

### 日本郵便
- 郵便番号 : 160-0005[3]（集配局 : 新宿郵便局[15]）。